# Buildwas
Buildwas – wieś w Anglii, w hrabstwie Shropshire. Leży 17 km na południowy wschód od miasta Shrewsbury i 207 km na północny zachód od Londynu.